# Bråborg

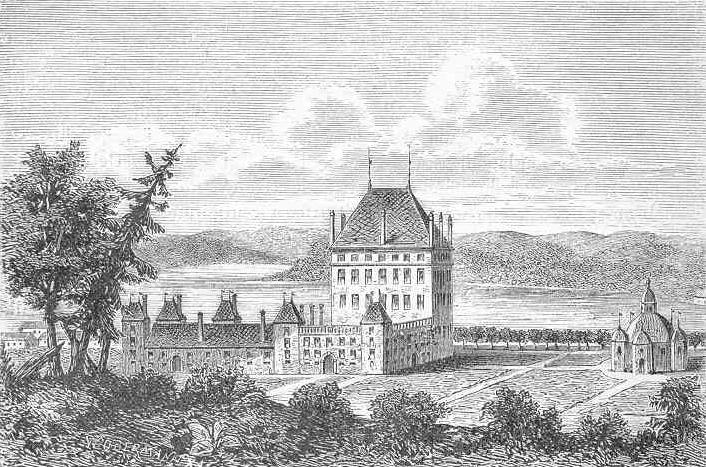
Das Schloss Bråborg in Suecia antiqua et hodierna von Erik Dahlberg.

Die Ruine des königlichen Schlosses Bråborg liegt in der schwedischen Gemeinde Norrköping am Ufer der Bucht Bråviken.
Das etwa 250 × 190 Meter große Gelände der Schlossruine umfasst neben der eigentlichen 32 × 30 Meter messenden Ruine mit teilweise erhaltenem Keller einige Schutzgräben, Straßendämme und die Grundmauern der Kapelle. Die 10 bis 15 Meter breiten Wallgräben sind zusammen zirka 400 Meter lang und teilweise verschlammt oder zugewachsen. Die Kapelle (auf dem Kupferstich ganz rechts zu sehen) hatte einen kreuzförmigen Grundriss. Auch vom Schlossgarten, der im Renaissancestil angelegt war, bestehen noch Reste. Im Haus des Weinhändlers Tesdorph am Alten Markt in Norrköping ist das Wappen von König Johann III. und seiner Frau Gunilla Bielke über dem Portal eingemauert, welches sich früher im Schloss befand.

## Geschichte
Königin Gunilla Bielke ließ das Schloss zwischen 1588 und 1590 errichten, wo sie nach dem Tod ihres Gemahls wohnte und 1597 starb. Danach gehörte Bråborg Gunillas Sohn, dem Herzog Johann von Östergötland, der hier zusammen mit seiner Frau und Cousine, Maria Elisabet, wohnte, bis beide im Jahre 1618 starben. Die Organisation der Trauerfeierlichkeiten durch Gustav II. Adolf gestaltete sich kurios. Erst musste die Zeremonie verschoben werden, da es an schwarzer Kleidung und Wachs für Kerzen und Fackeln fehlte, und dann brach der König mit seinem Pferdeschlitten im Eis des Bråviken ein, so dass er verschreckt herausgefischt werden musste. Schließlich konnte sich der Trauerzug am 19. Januar 1619 Richtung Linköping bewegen, wo einen Tag später im Dom das Begräbnis stattfand.
Da Herzog Johanns Ehe kinderlos war, ging das Schloss später in den Besitz der Grafen Johan Kasimir und Adolf Johan aus dem Hause Pfalz-Zweibrücken über und auch Karl X. Gustav besaß es kurzzeitig. 1669 beschädigte ein Großbrand das Schloss, welches 1719 endgültig durch russische Truppen zerstört wurde.